# Protettorato della Saar
Il protettorato della Saar (in tedesco: Saarprotektorat; in francese: Protectorat de Sarre) fu un territorio tedesco, sotto il controllo francese tra il 1947 e il 1956, che corrisponde all'attuale stato federato tedesco della Saarland.

## Storia

### Primo periodo di Protettorato
Secondo il Trattato di Versailles, la Saar sarebbe rimasta sotto il governo della Società delle Nazioni amministrata dalla Francia per un periodo di 15 anni a partire dal 1920 come compensazione delle perdite subite da quel Paese durante la guerra. Al termine dei 15 anni si tenne un referendum sul futuro della regione, nel quale l'opzione del ritorno alla Germania ottenne il 90% di voti positivi, andando a sancire, così, il passaggio della Saar alla Germania nazista.

### Secondo periodo di Protettorato
Dopo la Seconda Guerra Mondiale, la Saar tornò sotto dominio francese, dopo la sua occupazione per mandato delle Nazioni Unite. Celebrate le prime elezioni nel 1947, il parlamento votò l'unione alla Francia sotto forma di protettorato con il nome di «Unione economica tra Francia e Saar».
Nel 1954, Francia e Germania si accordarono a Parigi per stabilire uno statuto per la Saar, definendo la regione come territorio europeo, con la prospettiva di ospitare la capitale delle diverse comunità europee che avrebbero dato origine all'attuale Unione europea.
Lo statuto, approvato dal parlamento, fu sottoposto a referendum che ebbe un "No" come risultato, nonostante l'appoggio del cancelliere tedesco Konrad Adenauer. In seguito alla sconfitta della proposta con il rifiuto dello statuto, il Primo ministro francese Guy Mollet e Adenauer stabilirono, con il trattato di Lussemburgo del 1956, che la Saar sarebbe tornata a far parte della Germania a partire dal 1º gennaio 1957.

## Sport
Il protettorato della Saar partecipò ai Giochi Olimpici di Helsinki e la squadra nazionale di calcio arrivò a prendere parte alle qualificazioni per la Coppa del Mondo del 1954, in cui dovette confrontarsi con la Germania Ovest, ma non si qualificò. Dopo l'incorporazione nella Germania le sue squadre furono incluse nel campionato tedesco.
Corridori della Saar parteciparono a diverse edizioni Campionati del mondo di ciclocross, tra cui quello di Crenna in Italia nel 1954. La forte pratica di questa disciplina portò a organizzare qui l'edizione del 1955 a Saarbrucken. Atleti della Saar parteciparono inoltre ai campionati mondiali ed europei di sollevamento pesi nel 1954 a Vienna.